# تپه رباط (سمنان)
تپه رباط مربوط به هزاره اول پیش از میلاد است و در شهرستان مهدیشهر، روستای فولاد محله واقع شده و این اثر در تاریخ ۱۱ دی ۱۳۸۰ با شمارهٔ ثبت ۴۶۴۳ به‌عنوان یکی از آثار ملی ایران به ثبت رسیده‌است.